# Полунична
Полунична — проміжна станція Лиманської дирекції Донецької залізниці на лінії Кіндрашівська-Нова — Граківка між станціями Городній (21 км) та Новий Айдар (13 км). Розташована в селі Райгородка Щастинського району Луганської області.

## Історія
Станція відкрита у 1970 році. До 2023 року називалась Красноозерівка.
У 2014 році, через військову агресію Росії на сході України, транспортне сполучення припинене.
30 травня 2016 року рух поїздів відновлено, лінією Валуйки — Кіндрашівська почав курсувати приміський поїзд Кіндрашівська-Нова — Лантратівка.